# 乔纳斯·埃里克森
乔纳斯·埃里克森（瑞典語：Jonas Eriksson，1974年3月28日—）生于瑞典呂勒奧，瑞典籍足球裁判，现居于錫格蒂納。根据媒体报道，他也是一位百万富翁。1994年他成为职业足球裁判，2000年起在瑞典足球超级联赛担任裁判。2002年起，他出任FIFA全职的国际裁判。截止2014年，他总共吹罚了263场瑞超，47场瑞甲和112场国际比赛。
2013年8月，埃里克森被选为2013年欧洲超级杯裁判，比赛在切尔西和拜仁慕尼黑间进行。